# Ana Paula Sinaportar
Ana Paula Sinaportar (Maputo, 5 de septiembre de 2000) es una jugadora de voleibol playa mozambiqueña que juega a dúo con Vanessa Muianga, representando a Mozambique.

## Trayectoria
Ana Paula comenzó a jugar voleibol en sala en 2011, influenciada por su profesora de Ciencias Sociales, quien vio que la joven contaba con potencial para el deporte. En 2015, Ana recibió y aceptó la invitación para jugar en el equipo juvenil de la Universidad Pedagógica de Nampula, en voleibol de sala. En 2016 participó en un Campeonato Nacional, celebrado en Pemba, y quedó segundo. En 2017, volvió a quedar segundo en el Campeonato Nacional que tuvo lugar en Nampula. En 2018 fue convocada para la selección sub-19 de voleibol de playa. De Maputo pasó a competir en países como Congo, Argelia, China y Argentina.
En 2023, Ana Paula Sinaportar y Vanessa Muianga conquistaron el circuito regional de voleibol playa de Mozambique, derrotando a sus compatriotas Natália Intego y Ângela Tembe por el séptimo título consecutivo de la zona VI conquistado por el dúo.El dúo acumuló 1680 puntos, lo que les valía ganar el título de campeón de esta competición, ya que terminaron la competición con más de cuatrocientos puntos, mientras que el  clasificado sólo ganó 1262, terminando así en el segundo lugar ya que la segunda pareja clasificada formado por las mozambiqueñas Angela Tembe y Natália Intego, sólo logró 1262, por lo que acabó en segundo lugar.
Ana Paula Sinaportar y Vanessa Muianga fueron siete veces las campeonas de la Zona VI. Las dos atletas mantienen su estatus como el dúo más formidable de la región sur de África. Además de sus logros internacionales, Ana Paula y Vanessa Muianga han ganado varios títulos nacionales. La pareja ganó una medalla de plata en los Juegos Panafricanos, celebrados en la capital de Ghana, Acra, en marzo del 2024.
En 2024, la pareja Ana Paula Sinaportar y Vanessa Muianga no participó en la última ventana de clasificación para los Juegos Olímpicos, de París, ya que Ana Paula se retiró al obtener una beca para continuar su formación académica.
El seleccionador nacional de voleibol playa, Alexandre Pontel, consideró que la retirada de Ana Paula Sinaportar de la clasificación era un revés importante para Mozambique y para este deporte, que soñaba con una posible presencia en los Juegos Olímpicos.

## Premios
- Medalla de Plata junto a Vanessa Muianga en la 13.ª edición de los Juegos Africanos de 2023, celebrada en marzo de 2024.[6]